# Singoli al numero uno nella Billboard Hot 100 nel 2002

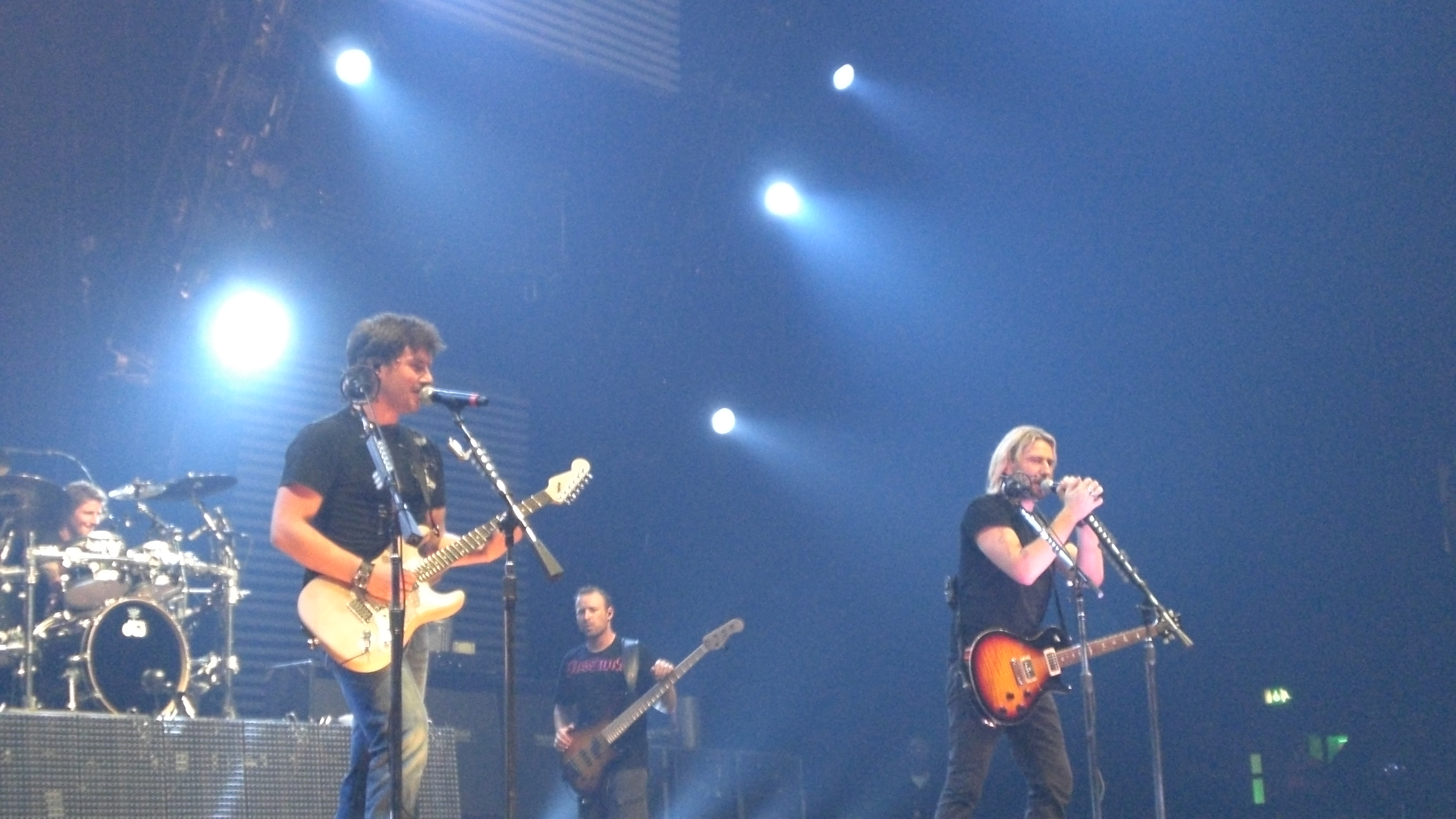
How You Remind Me dei Nickelback ha raggiunto la prima posizione anche della classifica di fine anno Billboard Year-End Chart per aver ottenuto le migliori prestazioni generali durante il 2002.

Di seguito è proposta la lista dei singoli al numero uno nella Billboard Hot 100 nel 2002.
La Billboard Hot 100 è la classifica dei singoli più venduti negli Stati Uniti d'America redatta dal magazine Billboard e stilata sulla base dei dati di vendita calcolati sulle vendite fisiche settimanali dei singoli brani e sui passaggi radiofonici.
Durante il 2002 sono stati 7 i brani che hanno raggiunto la prima posizione della classifica, ai quali si aggiungono How You Remind Me e U Got It Bad, rispettivamente dei Nickelback e di Usher, che avevano raggiunto l'apice della classifica già nel 2001.

Durante il 2002 cinque artisti hanno ottenuto la prima numero uno della carriera nella Hot 100, ovvero Ashanti, Nelly, Kelly Clarkson e Eminem. Kelly Rowland, nonostante avesse già ottenuto delle numero uno con le Destiny's Child, ha ottenuto la sua prima numero uno da solista. Nel 2002, Ja Rule, Ashanti e Nelly hanno ottenuto più di una numero uno sulla Billboard Hot 100, con due ciascuno.

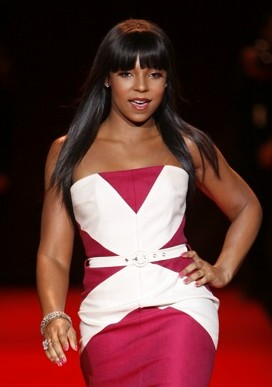
Ashanti trascorse dieci settimane consecutive al primo posto con Foolish.

Lose Yourself, del rapper americano Eminem, è stata la canzone con la più lunga permanenza in vetta dell'anno, con 12 settimane consecutive (8 nel 2002 e 4 nel 2003). Foolish e Dilemma, rispettivamente di Ashanti e Nelly, sono rimaste alla prima posizione entrambe per 10 settimane complessive. Ain't It Funny (Murder Remix) di Jennifer Lopez, in collaborazione con Ja Rule, ha stanziato in cima alla classifica per 6 settimane consecutive.
How You Remind Me, della rock band canadese Nickelback, è stata la canzone con le migliori prestazioni del 2002, raggiungendo la vetta della classifica di fine anno Billboard Year-End Chart.
A Moment like This, singolo di debutto della cantante pop statunitense Kelly Clarkson è ricordato per il suo salto di 51 posizioni, dalla 52 alla 1, che le ha consentito di infrangere il record detenuto da 38 anni dai The Beatles con Can't Buy Me Love, che passò dalla 27 alla 1 nel 1964.
Nelly è diventato il primo artista dal 1994 ad avere numero uno consecutive come artista principale, dopo i Boyz II Men che ci riuscirono 8 anni prima.

## Hot 100

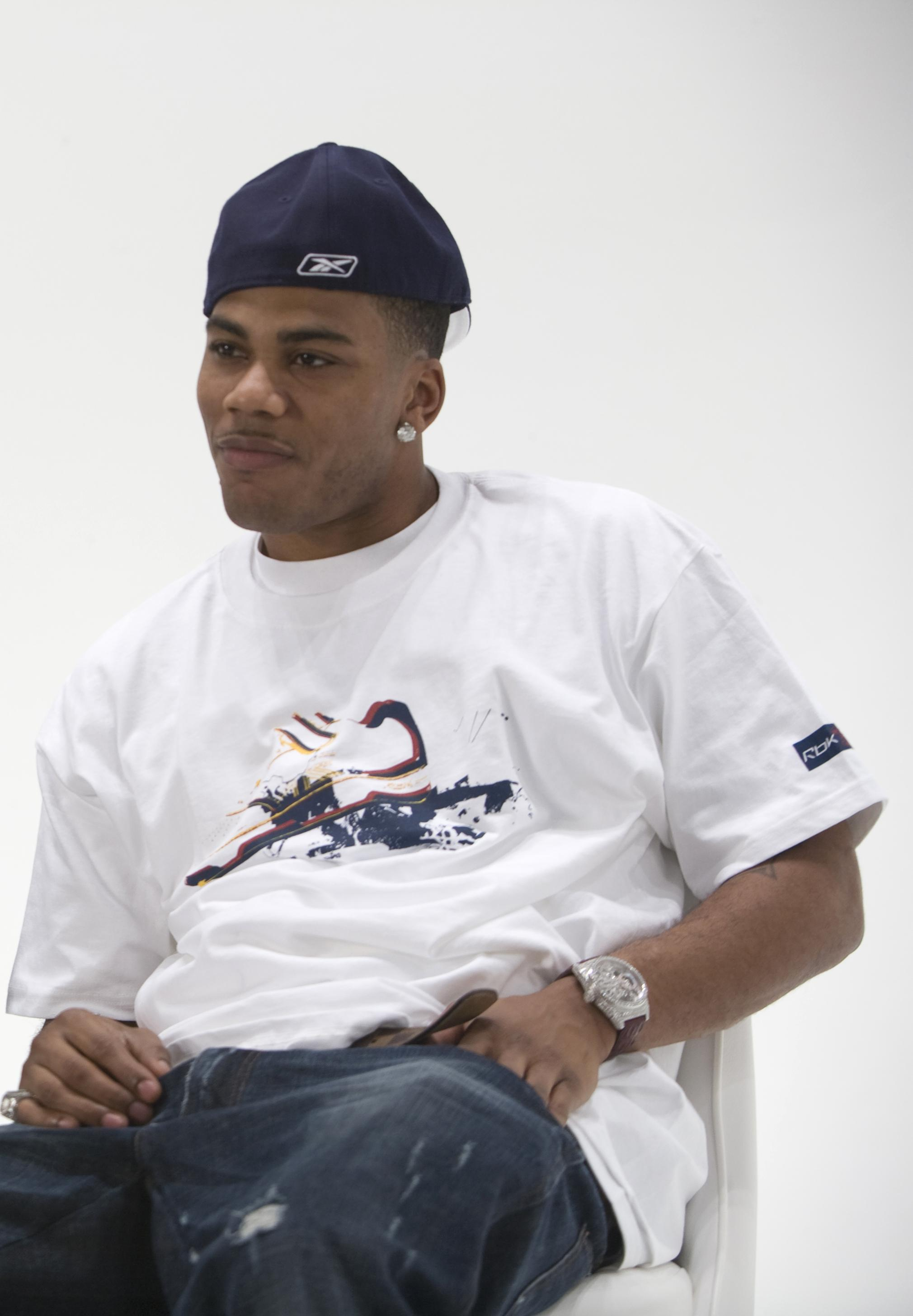
Nelly totalizzò diciassette settimane in vetta alla classifica grazie ai singoli Hot in Herre e Dilemma.

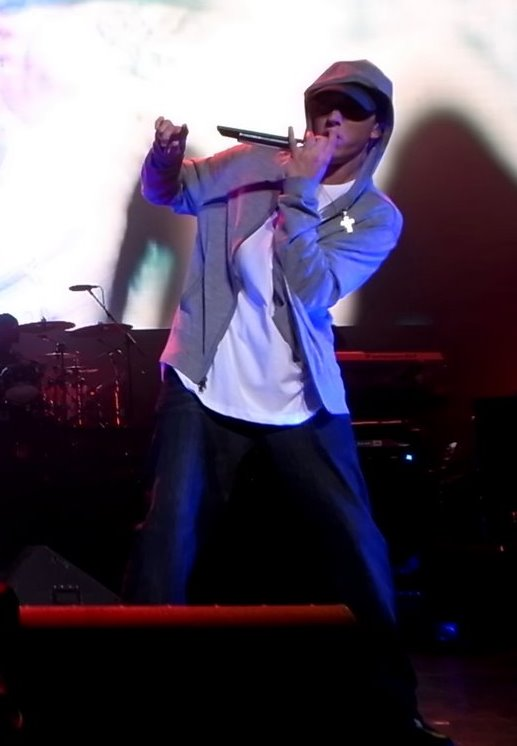
Eminem raggiunse per la prima volta in carriera la vetta della Hot 100 con Lose Yourself, che rimase in prima posizione per 12 settimane consecutive.

| † | Indica la canzone con le migliori prestazioni del 2002 |

| Data         | Canzone                       | Artista                          | Totale settimane al numero uno | Fonte         |
| ------------ | ----------------------------- | -------------------------------- | ------------------------------ | ------------- |
| 5 gennaio    | How You Remind Me †           | Nickelback                       | 4                              | [ 11 ]        |
| 12 gennaio   | How You Remind Me †           | Nickelback                       | 4                              | [ 12 ]        |
| 19 gennaio   | U Got It Bad                  | Usher                            | 6                              | [ 13 ]        |
| 26 gennaio   | U Got It Bad                  | Usher                            | 6                              | [ 14 ]        |
| 2 febbraio   | U Got It Bad                  | Usher                            | 6                              | [ 15 ]        |
| 9 febbraio   | U Got It Bad                  | Usher                            | 6                              | [ 16 ]        |
| 16 febbraio  | U Got It Bad                  | Usher                            | 6                              | [ 17 ]        |
| 23 febbraio  | Always on Time                | Ja Rule featuring Ashanti        | 2                              | [ 18 ]        |
| 2 marzo      | Always on Time                | Ja Rule featuring Ashanti        | 2                              | [ 19 ]        |
| 9 marzo      | Ain't It Funny (Murder Remix) | Jennifer Lopez featuring Ja Rule | 6                              | [ 20 ]        |
| 16 marzo     | Ain't It Funny (Murder Remix) | Jennifer Lopez featuring Ja Rule | 6                              | [ 21 ]        |
| 23 marzo     | Ain't It Funny (Murder Remix) | Jennifer Lopez featuring Ja Rule | 6                              | [ 22 ]        |
| 30 marzo     | Ain't It Funny (Murder Remix) | Jennifer Lopez featuring Ja Rule | 6                              | [ 23 ]        |
| 6 aprile     | Ain't It Funny (Murder Remix) | Jennifer Lopez featuring Ja Rule | 6                              | [ 24 ]        |
| 13 aprile    | Ain't It Funny (Murder Remix) | Jennifer Lopez featuring Ja Rule | 6                              | [ 25 ]        |
| 20 aprile    | Foolish                       | Ashanti                          | 10                             | [ 26 ]        |
| 27 aprile    | Foolish                       | Ashanti                          | 10                             | [ 27 ]        |
| 4 maggio     | Foolish                       | Ashanti                          | 10                             | [ 28 ]        |
| 11 maggio    | Foolish                       | Ashanti                          | 10                             | [ 29 ]        |
| 18 maggio    | Foolish                       | Ashanti                          | 10                             | [ 30 ]        |
| 25 maggio    | Foolish                       | Ashanti                          | 10                             | [ 31 ] [ 32 ] |
| 1º giugno    | Foolish                       | Ashanti                          | 10                             | [ 33 ]        |
| 8 giugno     | Foolish                       | Ashanti                          | 10                             | [ 34 ]        |
| 15 giugno    | Foolish                       | Ashanti                          | 10                             | [ 35 ]        |
| 22 giugno    | Foolish                       | Ashanti                          | 10                             | [ 36 ]        |
| 29 giugno    | Hot in Herre                  | Nelly                            | 7                              | [ 37 ]        |
| 6 luglio     | Hot in Herre                  | Nelly                            | 7                              | [ 38 ]        |
| 13 luglio    | Hot in Herre                  | Nelly                            | 7                              | [ 39 ]        |
| 20 luglio    | Hot in Herre                  | Nelly                            | 7                              | [ 40 ]        |
| 27 luglio    | Hot in Herre                  | Nelly                            | 7                              | [ 41 ]        |
| 3 agosto     | Hot in Herre                  | Nelly                            | 7                              | [ 42 ]        |
| 10 agosto    | Hot in Herre                  | Nelly                            | 7                              | [ 43 ]        |
| 17 agosto    | Dilemma                       | Nelly featuring Kelly Rowland    | 10                             | [ 44 ]        |
| 24 agosto    | Dilemma                       | Nelly featuring Kelly Rowland    | 10                             | [ 45 ]        |
| 31 agosto    | Dilemma                       | Nelly featuring Kelly Rowland    | 10                             | [ 46 ]        |
| 7 settembre  | Dilemma                       | Nelly featuring Kelly Rowland    | 10                             | [ 47 ]        |
| 14 settembre | Dilemma                       | Nelly featuring Kelly Rowland    | 10                             | [ 48 ]        |
| 21 settembre | Dilemma                       | Nelly featuring Kelly Rowland    | 10                             | [ 49 ]        |
| 28 settembre | Dilemma                       | Nelly featuring Kelly Rowland    | 10                             | [ 50 ]        |
| 5 ottobre    | A Moment like This            | Kelly Clarkson                   | 2                              | [ 51 ]        |
| 12 ottobre   | A Moment like This            | Kelly Clarkson                   | 2                              | [ 52 ]        |
| 19 ottobre   | Dilemma                       | Nelly featuring Kelly Rowland    | 10                             | [ 53 ]        |
| 26 ottobre   | Dilemma                       | Nelly featuring Kelly Rowland    | 10                             | [ 54 ]        |
| 2 novembre   | Dilemma                       | Nelly featuring Kelly Rowland    | 10                             | [ 55 ]        |
| 9 novembre   | Lose Yourself                 | Eminem                           | 12                             | [ 56 ]        |
| 16 novembre  | Lose Yourself                 | Eminem                           | 12                             | [ 57 ]        |
| 23 novembre  | Lose Yourself                 | Eminem                           | 12                             | [ 58 ]        |
| 30 novembre  | Lose Yourself                 | Eminem                           | 12                             | [ 59 ]        |
| 7 dicembre   | Lose Yourself                 | Eminem                           | 12                             | [ 60 ]        |
| 14 dicembre  | Lose Yourself                 | Eminem                           | 12                             | [ 61 ]        |
| 21 dicembre  | Lose Yourself                 | Eminem                           | 12                             | [ 62 ]        |
| 28 dicembre  | Lose Yourself                 | Eminem                           | 12                             | [ 63 ]        |

Note:
1. ↑  Ha raggiunto il numero uno anche nel 2001
2. ↑  Ha raggiunto il numero uno anche nel 2001
3. ↑  Ha raggiunto il numero uno anche nel 2003